# Anna Myhrman-Lindgren
Anna Christina Maria Myhrman-Lindgren, född Lindgren 5 juli 1847 i Trosa stadsförsamling, död 6 september 1912 i Lidingö församling, var en svensk föreningsaktivist och feminist. 
Hon gifte sig 1875 med byråchefen vid arméns pensionskassa Engelbrecht Myhrman; deras dotter läkaren Maria Myhrman gifte sig med Osvald Sirén.
Hon är känd för sin verksamhet i Svenska Federationen, där hon tillhörde de mer ledande medlemmarna. Hon höll föredrag och utgav publikationer i frågan och motsade den samtida sexuella dubbelmoralen genom att föra fram att män och kvinnor egentligen inte var olika i sexuellt avseende, men betedde olika på grund av den sexuella dubbelmoralen.
År 1887 utgav hon Ett inlägg i sedlighetsfrågan af svenska qvinnor. 